# Le Grand Coup (film, 1957)
Pour les articles homonymes, voir Le Grand Coup.
Pour plus de détails, voir Fiche technique et Distribution.
Le Grand Coup est un film américain réalisé par Robert Stevens, sorti en 1957.

## Fiche technique
- Titre : Le Grand Coup
- Titre original : The Big Caper
- Réalisation : Robert Stevens
- Scénario : Martin Berkeley d'après le roman de Lionel White
- Photographie : Lionel Lindon
- Musique : Albert Glasser
- Pays d'origine : États-Unis
- Format : Noir et blanc - Mono
- Genre : Film noir
- Date de sortie : 1957

## Distribution
- Rory Calhoun : Frank Harper
- Mary Costa : Kay
- James Gregory : Flood
- Robert H. Harris : Zimmer
- Roxanne Arlen : Doll
- Corey Allen : Roy
- Paul Picerni : Harry
- Florenz Ames : Paulmeyer